# واژگان کالبدشناسی

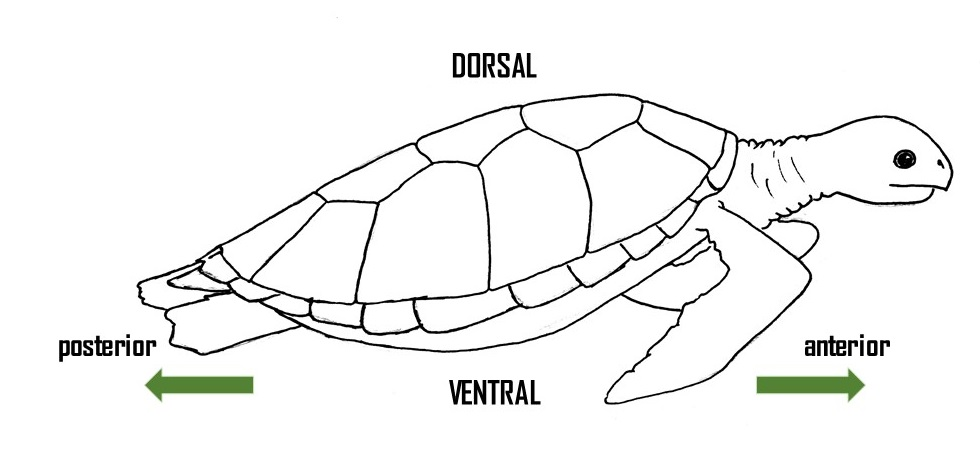
توصیف تشریحی صورت شکمی و پشتی، قدامی و خلفی

واژگان کالبدشناسی یا ترمینولوژی آناتومیک یا اصطلاحات کالبدشناسی، که آن را با TA نمایش می‌دهند، فهرستی استاندارد و بین‌المللی است که در سال ۱۹۸۸ با هدف یکسان‌سازی واژگان مورد استفاده در کالبدشناسی به وجود آمد.